# 37 Fides
Fides /ˈfaɪdiːz/ (định danh hành tinh vi hình: 37 Fides) là một tiểu hành tinh lớn ở vành đai chính. Tiểu hành tinh này do nhà thiên văn học người Đức Karl T. R. Luther phát hiện ngày 5 tháng 10 năm 1855 và được đặt theo tên Fides, nữ thần trung thành trong thần thoại La Mã.